# ハンナ・バリセビッチ
ハンナ・バリセビッチ（Hanna Barysevich、1888年5月18日? - 2007年2月23日）は、ベラルーシのスーパーセンテナリアン。しかしその記録はギネス世界記録には登録されていない。メディアによれば、死去時世界最高齢の人物だった。

## 人物
1888年5月18日、ロシア帝国・チェルヴェニの村でアダム・ノウィッキと彼の2番目の妻であるヨセファの家族に生まれる。生後16か月のときに母親が死去し、父が再婚した。姉と祖母と生活をしていた。子供の頃にベレジンスキー地区に引っ越し、農場の所有者から土地を購入した。支払いの一環として、家族は地主として働いていた。学校に通っていなかったため、読み書きができなかった。
第一次世界大戦中、兄が死去。 1917年、村ソビエトのメンバーであったイパリト・バリシエヴィチと結婚。7人の子供を出産したが、そのうち4人は幼児期に亡くなった。 1937年に夫が逮捕され、シベリアに送還された。 夫は1940年に死去した。ただしインタビューでは彼についてほとんど言及せず、彼を許したとだけ述べた。それ以降は二度と結婚しなかった。
コルホーズではスタリー・コイチンの地で働き、1965年に77歳で引退するまでそこで働いていた。大祖国戦争の間はパルチザンを助けていた。当時住んでいた場所は1941年にドイツに押収されたものの、その後すぐにパルチザン部隊により奪還された。1983年にミンスクのアパートに引っ越す。2007年2月23日に死去したときには、3人の子供、13人の孫、4人の曾孫、4人の玄孫がいた。

## 長寿記録
メディアは2004年に彼女に興味を持つようになった。パスポートを提示したときの年齢は115歳で、当初、間違いが疑われた。
2007年のギネスブックが発行される前にベラルーシはハンナを長寿世界一記録保持者として指名したが、認定されることはなかった。理由は旧ソ連の領土で発行された文書を信頼していなかった出版社の疑念であった。 当時の長寿世界一は当時114歳の皆川ヨ子であったが、ハンナは118歳であった。

## メディアでの存在
2004年以来、いくつかの国で全国的なラジオやテレビのインタビューが行われている。メディアは彼女の長寿の秘訣を発見しようとして、彼女の健康状態、食事などに興味を持っていた。

### 眼科手術
2005年の春、ラジオ・フリー・ヨーロッパに出演していた。放送中に彼女の健康に関連する問題が提起された。また、その時に視力をほとんど失っていることが言及された。眼科学を専門とするベラルーシの会社「Alkon」の社長であるアレナ・ジアニサワは、ハンナに対し興味を持つようになり、健康状態の検査を実施し、眼科手術の準備をすると提案した。この研究は当時117歳のハンナの生物学的年齢が75歳であると推定できることを示した。また、同時に白内障であるとも診断された。白内障の手術は博士候補であるイハール・パシュキンにより行われた。これにより人工水晶体移植もされた。ミンスクの眼科病院で25分間にわたる手術が実行された。この出来事は、世界最高齢の人物を手術した記録としてメディアで広く報道された。 2回目の眼科手術も予定されていたものの、死去により行われなかった。

### 長寿の秘訣
長寿の秘訣として自身の穏やかな性格、人生に関する哲学的思考と考えた。自身に対する困難や問題について不平を言うことはほとんどなく、人生には多くの良いことがあると確信していた。 また、ほとんど食事療法に従わず、いろいろな農作物を食べていた。ジャガイモ、牛乳、卵、バター、庭で収穫した野菜が主な例である。煙草は吸わなかったものの、よくアルコールを摂取したが、人生で酔ったことは一度もないと語った。高齢になっても明快さと鮮明な記憶を保っていた。カトリック教会に所属していたが、高齢のために老後は教会に出席できなかったことを後悔していた。

### 証人としてのハンナ

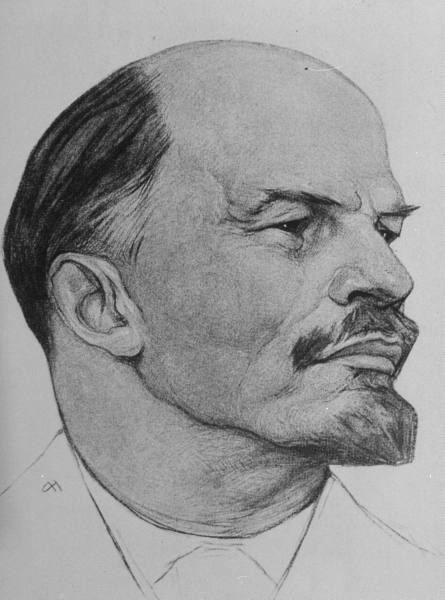
ウラジーミル・レーニン

ジャーナリストは、歴史の証人として興味を示していた。ベラルーシのマスコミの間で「3世紀の仲間」と呼ばれていた。マスコミにレーニン、スターリン、ブレジネフなどのその後の政治システムに対することについて尋ねられると、それに応じ、当時のことについて語った。歴代すべての政治活動家の中で、ウラジーミル・レーニンを最も尊敬していたとされる。だが、人生の全盛期はブレジネフ時代であると信じていた。
また、アレクサンドル・ルカシェンコの大統領職と彼の実施した政策に対して相反する態度を示し、地区と市当局が市民の要求を満たさなかったために市民を騙したと信じていた。大祖国戦争の退役軍人に対する当局の態度にも言及し、117歳の誕生日の際のメディアでのインタビューの中で、軍人と一般市民の不平等な扱いについての見解を表明した。死去以前から教会のヒエラルキーに懐疑的で、インタビューの中で、聖職者の権威の崩壊についても話した。